# Arabitragus
Arabitragus é um gênero de caprinos da subfamília Antilopinae, da família Bovidae. O tahr-árabe (Arabitragus jayakari) é a única espécie do gênero.